# We Come Strapped
| Críticas profissionais | Críticas profissionais |
| Avaliações da crítica  | Avaliações da crítica  |
| Fonte                  | Avaliação              |
| ---------------------- | ---------------------- |
| Allmusic               | [ 1 ]                  |
| The Source             | [ 2 ]                  |

We Come Strapped é o álbum de estreia como artista solo de MC Eiht, lançdo em 19 de Julho de 1994 pela Epic Street. Foi produzido por MC Eiht e DJ Slip do Compton's Most Wanted. Chegou ao topo da Top R&B/Hip-Hop Albums e ao número cinco da Billboard 200. O álbum possui participações de Spice 1 e Redman.
Junto com os singles, video clipes foram feitos para "All for the Money" e "Geez Make the Hood Go Round".

## Informação
O conteúdo lírico do álbum deu a MC Eiht a notória "Etiqueta Dupla" na capa da frente do disco. A etiqueta dizia "O conteúdo lírico deste álbum expressa somente as visões do artista". Este é também o álbum onde Eiht começa a produzir, formando assim a "EIHTHYPE Productions" com ele mesmo, DJ Slip e "Willie Z" no teclado. We Come Strapped tem várias baidas obscuras, mas todas tem um ritmo funkadélico, especialmente o hit single "All For The Money", com seu riff de guitarra no fundo, e as letras de Eiht contando a vida de um jovem das ruas fazendo o que pode para sobreviver. DJ Mike-T também faz scratch no álbum, trazendo de volta a sensação dos velhos álbuns do CMW. Há também "endoludes" neste álbum, que não são nada mais do que interlúdios, mostrando alguns instrumentais que a EIHTHYPE Productions fez. Este álbum também foi lançado no auge da rixa entre Eiht e DJ Quik, e Eiht faz mais do que apenas alguns insultos em "Def-Wish III". "We Come Strapped" acabou se tornando o mais bem sucedido de MC Eiht até hoje.

## Faixas
| #  | Título                                                   | Compositor(es)                                        |
| -- | -------------------------------------------------------- | ----------------------------------------------------- |
| 1  | "Niggaz That Kill (endolude)"                            | (A. Tyler, T. Allen)                                  |
| 2  | "Def Wish III" (Intro)                                   | (A. Tyler, T. Allen)                                  |
| 3  | "Def Wish III"                                           | (A. Tyler, T. Allen)                                  |
| 4  | "Take 2 With Me"                                         | (A. Tyler, T. Allen)                                  |
| 5  | "All for the Money"                                      | (A. Tyler, T. Allen, P. Richmond, R. Locke, D. Ellis) |
| 6  | "Compton Cyco"                                           | (A. Tyler, T. Allen)                                  |
| 7  | "Niggaz Make the Hood Go Round"                          | (A. Tyler, T. Allen)                                  |
| 8  | "Nuthin' But High (endolude)"                            | (A. Tyler, W. Zimmerman)                              |
| 9  | "We Come Strapped"                                       | (A. Tyler, T. Allen)                                  |
| 10 | "Can I Still Kill It"                                    | (A. Tyler, T. Allen)                                  |
| 11 | "Goin' Out Like Geez"                                    | (A. Tyler, T. Allen)                                  |
| 12 | "Nuthin' But the Gangsta" (featuring Spice 1 and Redman) | (A. Tyler, T. Allen, R. Noble, R. Green)              |
| 13 | "Hard Times"                                             | (A. Tyler, T. Allen)                                  |
| 14 | "Compton Bomb"                                           | (A. Tyler, T. Allen)                                  |
| 15 | "2 Tha Westside (endolude)"                              | (A. Tyler, T. Allen)                                  |

## Histórico nas paradas
| Parada (1995)                         | Posição topo |
| ------------------------------------- | ------------ |
| U.S. Billboard 200                    | 5            |
| U.S. Billboard Top R&B/Hip-Hop Albums | 1            |

| We Come Strapped             |
| ---------------------------- |
| RIAA: Ouro                   |
| Lançado: 19 de Julho de 1994 |